# Joe Lolley
Joseph Lolley, né le 25 août 1992 à Redditch (Angleterre), est un footballeur anglais qui évolue au poste de milieu de terrain à Sydney FC.

## Carrière
Joe Lolley rejoint en 2014 Huddersfield Town, en D2 anglaise. Durant la saison 2015-2016, il est prêté un mois au Scunthorpe United.
Le 31 janvier 2018, il rejoint Nottingham Forest.

## Statistiques
| Saison                | Club                     | Championnat           | Championnat | Championnat | Coupe(s) nationale(s) | Coupe(s) nationale(s) | Total | Total |
| Saison                | Club                     | Division              | M.          | B.          | M.                    | B.                    | M.    | B.    |
| 2013-2014             | Kidderminster Harriers   | Conference            | 21          | 9           | 5                     | 2                     | 26    | 11    |
| Sous-total            | Sous-total               | Sous-total            | 21          | 9           | 5                     | 2                     | 26    | 11    |
| 2013-2014             | Huddersfield Town        | Championship          | 6           | 1           | -                     | -                     | 6     | 1     |
| 2014-2015             | Huddersfield Town        | Championship          | 17          | 2           | 2                     | 1                     | 19    | 3     |
| 2015-2016             | Huddersfield Town        | Championship          | 32          | 4           | 2                     | 0                     | 34    | 4     |
| 2016-2017             | Huddersfield Town        | Championship          | 19          | 1           | 3                     | 0                     | 22    | 1     |
| 2017-2018             | Huddersfield Town        | Premier League        | 6           | 1           | 4                     | 1                     | 10    | 2     |
| Sous-total            | Sous-total               | Sous-total            | 80          | 9           | 11                    | 2                     | 91    | 11    |
| 2015-2016             | Scunthorpe United (prêt) | League One            | 6           | 0           | -                     | -                     | 6     | 0     |
| Sous-total            | Sous-total               | Sous-total            | 6           | 0           | -                     | -                     | 6     | 0     |
| 2017-2018             | Nottingham Forest        | Championship          | 16          | 3           | -                     | -                     | 16    | 3     |
| 2018-2019             | Nottingham Forest        | Championship          | 46          | 11          | 5                     | 1                     | 51    | 12    |
| 2019-2020             | Nottingham Forest        | Championship          | 28          | 7           | 2                     | 1                     | 30    | 8     |
| Sous-total            | Sous-total               | Sous-total            | 90          | 21          | 7                     | 2                     | 97    | 23    |
| Total sur la carrière | Total sur la carrière    | Total sur la carrière | 197         | 39          | 23                    | 6                     | 220   | 45    |